# En territoire ennemi 3 : Mission Colombie
Série
En territoire ennemi 2
(2006) En territoire ennemi 4 : Opération Congo
(2014)
Pour plus de détails, voir Fiche technique et Distribution.
En territoire ennemi 3 : Mission Colombie ou En territoire ennemi - Mission Colombie au Québec (Behind Enemy Lines: Colombia) est un film de guerre américain réalisé par Tim Matheson, sorti en 2009 (directement en vidéo).

## Synopsis
Des commandos marine américains, les Navy Seals, sont envoyés en pleine jungle colombienne pour une mission d'observation. Ils tombent alors sur un groupe terroriste responsable des crimes de nombreux responsables colombiens. Abandonnés par leur gouvernement, qui leur fait porter la responsabilité de ces crimes, les Seals décident de venger leur honneur en retrouvant les terroristes.

## Fiche technique
- Titre original : Behind Enemy Lines: Colombia
- Titre français : En territoire ennemi : Mission Colombie[Note 1]
- Titre québécois : En territoire ennemi - Mission Colombie
- Réalisation : Tim Matheson
- Scénario : Tobias Iaconis, d'après les personnages créés par James Dodson
- Musique : Joseph Conlan
- Direction artistique : Geoff Hubbard
- Décors : John Hansen
- Costumes : Gladyris Silva
- Photographie : Claudio Chea
- Son : Kenneth R. Burton, Andre Perreault
- Montage : Matthew Booth
- Production : Jeff Freilich et Michael Lake

Production déléguée : John Davis
- Sociétés de production[1] : avec la participation de WWE Studios et 20th Century Fox Home Entertainment
- Sociétés de distribution : 20th Century Fox Home Entertainment (États-Unis - DVD)
- Budget : n/a
- Pays d'origine :  États-Unis
- Langue originale : anglais
- Format[2] : couleur - 1,78:1 (Widescreen) (16:9)
- Genre : action, thriller, guerre
- Durée : 94 minutes
- Dates de sortie[3]  :
  - États-Unis : 6 janvier 2009 (sortie directement en vidéo)
  - France : 6 janvier 2010 (sortie directement en DVD)[4]
- Classification[5] :
  - États-Unis : Interdit aux moins de 17 ans (R – Restricted) (certificat #44301)[Note 2].
  - France : Tous publics avec avertissement[6]

## Distribution
- Joe Manganiello : le lieutenant Sean Macklin
- Ken Anderson : Carter Holt
- Tim Matheson : Carl Dobbs
- Channon Roe : Kevin Derricks
- Yancey Arias (VF : Constantin Pappas) : Alvaro Cardona
- Chris J. Johnson : Steve Gaines
- Antony Matos : Greg Armstrong
- Keith David (VF : Philippe Dumond) : Scott Boytano
- Jennice Fuentes (VF : Blanche Ravalec) : Nicole Jenkins
- Steven Bauer : Général Manuel Valez
- Luzangeli Justiniano : Maria Cadona